# Daisuke Gōri
Pour les articles homonymes, voir Gori.
Daisuke Gōri (郷里 大輔, Gōri Daisuke), né Yoshio Nagahori (長堀 芳夫, Nagahori Yoshio) le 8 février 1952 à Kōtō et mort le 17 janvier 2010 à Nakano, est un seiyū. Il travaillait pour Aoni Production.

## Rôles

### Anime
- Dragon Ball : Gyumao, Umigame
- Dragon Ball GT : Mr. Satan
- Dragon Ball Z Kai : Gyumao, Polunga
- Dragon Ball Z : Gyumao, Mr. Satan
- Dragon Ball Z : Le Robot des glaces : Misokattsun
- Mobile Suit Zeta Gundam : Bask Om
- Bleach : Dondochakka
- One Piece: Jinbei
- Princesse Sarah : James le cuisinier.
- Hakaba Kitarō : Père de Kitarō (Ép. 1)

### Jeux vidéo
- Heihachi Mishima :
  - 1997 - Tekken 3
  - 1999 - Tekken Tag Tournament
  - 2001 - Tekken 4
  - 2002 - SoulCalibur II
  - 2004 - Tekken 5
  - 2005 - Death by Degrees
  - 2005 - Namco x Capcom
  - 2007 - Tekken 6

- Bass Armstrong
  - 1996 - Dead or Alive
  - 1999 - Dead or Alive 2
  - 2001 - Dead or Alive 3
  - 2005 - Dead or Alive 4

- 1998 - SoulCalibur : Edge Master
- 2001 - Metal Gear Solid 2: Sons of Liberty : Scott Dolph
- 2006 - Final Fantasy XII : Gilgamesh
- 2006 - Metal Gear Solid: Portable Ops : Cunningham
- 2008 - Ninja Gaiden II : Volf

## Filmographie
- 2008 : Kabei, notre mère (母べえ, Kābē?) de Yōji Yamada : l'homme qui parle à Tōru